# Sally Norton
Sally Norton (Brunswick, Victoria, 1973) es una científica botánica australiana y líder nacional del banco australiano de cereales de granos, del Departamento de Medio Ambiente e Industrias Primarias de Victoria, en Horsham. Norton tiene alrededor de 20 años de experiencia en la recolección, caracterización y manejo de recursos fitogenéticos en banco de bancos de semillas, especializándose en parientes silvestres de cultivos. Está trabajando para establecer el banco australiano de cereales como el punto focal nacional para el acceso al germoplasma de granos para su uso en la investigación de Australia y en los programas de mejoramiento de cultivos de granos.

## Educación
Norton nació en Brunswick, Victoria en 1973. Asistió al Padua College, Mornington, y recibió una Licenciatura en Ciencias Agrícolas de la Universidad La Trobe en 1997. Recibió un doctorado de la Southern Cross University en 2007 por su trabajo en la evaluación de las relaciones genéticas de genepool terciario y sorghum cultivado.

## Carrera
Norton comenzó su carrera en la Colección Australiana de Cultivos y Forrajes Tropicales, Biloela, con el entonces Departamento de Industrias Primarias de Queensland. Trabajó como científica, con un enfoque en la mejora de las prácticas de conservación de bancos de semillas para los parientes silvestres de cultivos tropicales de Australia.
En 2013, Norton asumió el papel de líder nacional para el banco de genes de Granos de Australia ubicado en Horsham, Victoria. El Australian Grains Genebank se estableció en 2013 mediante una inversión conjunta de 6 millones de dólares de la Corporación de Investigación y Desarrollo de Granos y el Departamento de Medio Ambiente e Industrias Primarias de Victoria, y comparte recursos con una red mundial de bancos de semillas, incluida la Bóveda Global de Semillas de Svalbard.